# Гута-Глібівська
Гута-Глібівська — село в Україні, у Новоушицькій селищній територіальній громаді Кам'янець-Подільського району Хмельницької області. До адміністративної реформи 19 липня 2020 року село належало до Новоушицького району. Населення становить 184 осіб.

## Населення

### Мова
Розподіл населення за рідною мовою за даними перепису 2001 року:
| Мова       | Кількість | Відсоток |
| ---------- | --------- | -------- |
| українська | 183       | 99.46%   |
| російська  | 1         | 0.54%    |
| Усього     | 184       | 100%     |

## Символіка

### Герб
Щит розділено горизонтально навпіл. У верхній частині на лазуровому фоні розміщено три квітки соняха. Це символізує сонце, мирне небо та традиції села — вирощування соняхів. У нижній частині на зеленому фоні дубовий листок, як символ дубових лісів, що оточують село.

### Прапор
Прямокутне полотнище складається з двох частин. Верхня половина прапора блакитного кольору, нижня — зеленого кольору. У правій, нижній частині розміщено дубовий листок, як символ дубових лісів, що оточують село.